# Prémanon
Prémanon és un municipi francès situat al departament del Jura i a la regió de Borgonya - Franc Comtat. L'any 2007 tenia 969 habitants.

## Demografia

### Població
El 2007 la població de fet de Prémanon era de 969 persones. Hi havia 411 famílies de les quals 142 eren unipersonals (92 homes vivint sols i 50 dones vivint soles), 104 parelles sense fills, 142 parelles amb fills i 23 famílies monoparentals amb fills.
La població ha evolucionat segons el següent gràfic:
Habitants censats

### Habitatges
El 2007 hi havia 1.332 habitatges, 419 eren l'habitatge principal de la família, 857 eren segones residències i 57 estaven desocupats. 415 eren cases i 892 eren apartaments. Dels 419 habitatges principals, 278 estaven ocupats pels seus propietaris, 125 estaven llogats i ocupats pels llogaters i 15 estaven cedits a títol gratuït; 17 tenien una cambra, 55 en tenien dues, 107 en tenien tres, 77 en tenien quatre i 163 en tenien cinc o més. 366 habitatges disposaven pel capbaix d'una plaça de pàrquing. A 191 habitatges hi havia un automòbil i a 220 n'hi havia dos o més.

### Piràmide de població
La piràmide de població per edats i sexe el 2009 era:
| Homes | Edats   | Dones |
| ----- | ------- | ----- |
| 0     | 95 o +  | 0     |
| 0     | 90 a 94 | 0     |
| 0     | 85 a 89 | 0     |
| 0     | 80 a 84 | 8     |
| 0     | 75 a 79 | 8     |
| 4     | 70 a 74 | 4     |
| 12    | 65 a 69 | 12    |
| 12    | 60 a 64 | 12    |
| 16    | 55 a 59 | 8     |
| 24    | 50 a 54 | 28    |
| 24    | 45 a 49 | 28    |
| 20    | 40 a 44 | 16    |
| 48    | 35 a 39 | 36    |
| 24    | 30 a 34 | 48    |
| 20    | 25 a 29 | 24    |
| 12    | 20 a 24 | 8     |
| 32    | 15 a 19 | 12    |
| 28    | 10 a 14 | 16    |
| 44    | 5 a 9   | 28    |
| 28    | 0 a 4   | 8     |

## Economia
El 2007 la població en edat de treballar era de 670 persones, 579 eren actives i 91 eren inactives. De les 579 persones actives 555 estaven ocupades (288 homes i 267 dones) i 24 estaven aturades (10 homes i 14 dones). De les 91 persones inactives 28 estaven jubilades, 37 estaven estudiant i 26 estaven classificades com a «altres inactius».

### Ingressos
El 2009 a Prémanon hi havia 441 unitats fiscals que integraven 1.073 persones, la mediana anual d'ingressos fiscals per persona era de 25.228 €.

### Activitats econòmiques
Dels 62 establiments que hi havia el 2007, 1 era d'una empresa alimentària, 3 d'empreses de fabricació d'altres productes industrials, 3 d'empreses de construcció, 13 d'empreses de comerç i reparació d'automòbils, 15 d'empreses d'hostatgeria i restauració, 6 d'empreses immobiliàries, 6 d'empreses de serveis, 11 d'entitats de l'administració pública i 4 d'empreses classificades com a «altres activitats de serveis».
Dels 10 establiments de servei als particulars que hi havia el 2009, 1 era un electricista, 7 restaurants i 2 agències immobiliàries.
Dels 11 establiments comercials que hi havia el 2009, 1 era una gran superfície de material de bricolatge, 1 una botiga de més de 120 m², 2 fleques i 7 botigues de material esportiu.
L'any 2000 a Prémanon hi havia 7 explotacions agrícoles.

## Equipaments sanitaris i escolars
El 2009 hi havia una escola elemental.

## Poblacions més properes
El següent diagrama mostra les poblacions més properes.